# 의령 수도사 감로도
의령 수도사 감로도(宜寧 修道寺 甘露圖)는 대한민국 경상남도 의령군 용덕면 이목리, 수도사에 있는 불화이다.
2005년 1월 13일 경상남도의 유형문화재 제418호 의령 수도사 감로탱으로 지정되었다가, 2018년 12월 20일 현재의 명칭으로 변경되었다.

## 개요
수도사 감로도는 2m 크기의 비단에 채색한 것으로, 화면에 칠여래(七如來)와 인로왕보살(引路王菩薩), 아귀, 지옥과 현실의 모습을 담은 인물군 등을 표현하고 있다.
화면 하단에 묵서로 기술된 화기에 의하면 건륭(乾隆) 51년(1786)에 제작되었고, 화사인 평삼(評三)·유성(惟性)·성윤(性允)·제민(祭敏) 등이 관여하였음을 알 수 있다. 각 장면마다 묵서로 방기명을 밝히고 있어 조선시대 감로탱의 도상학 연구에 매우 중요한 작품이다.

## 참고 자료
- 의령 수도사 감로도 - 국가유산청 국가유산포털